# Víctor García (athlétisme)
Pour les articles homonymes, voir Víctor García et García.
Víctor Garcia (né le 13 mars 1985) est un athlète espagnol, spécialiste du 3 000 mètres steeple.

## Biographie
Il participe aux Championnats d'Europe 2012 d'Helsinki. À la lutte avec le Français Mahiedine Mekhissi-Benabbad à l'entâme de la dernière ligne droite, Víctor Garcia est victime d'une chute sur la dernière barrière. Il se relève et parvient à conserver de justesse la troisième place en 8 min 35 s 87, derrière Mahiedine Mekhissi-Benabbad et Tarık Langat Akdağ.

### Palmarès
| Date | Compétition           | Lieu     | Résultat | Performance   |
| ---- | --------------------- | -------- | -------- | ------------- |
| 2012 | Championnats d'Europe | Helsinki | 3e       | 8 min 35 s 87 |

### Records
| Épreuve         | Performance   | Lieu   | Date        |
| --------------- | ------------- | ------ | ----------- |
| 3 000 m steeple | 8 min 15 s 20 | Huelva | 7 juin 2012 |